# 船木枳郎
船木 枳郎（ふなき しろう、1903年〈明治36年〉6月20日 - 1973年〈昭和48年〉12月26日）は、日本の児童文学者、再話者。本名は船木 藤一。

## 略歴
東京府小石川区小石川初音町（現東京都文京区小石川）出身。明治薬学校（現明治薬科大学）中退。小川未明に師事し、1929年〈昭和4年〉にアナキズム系童話作家とともに自由芸術家連盟を組織し、翌年に「童話の社会」を創刊。
児童文学の評論を書くほか、児童読み物の再話を行った。

## 著書
- 『密林の少年』（金鈴社） 1943.12
- 『どうぶつ』（ゆりかご社） 1952
- 『現代児童文学史』（新潮社） 1952
- 『小川未明童話研究』（宝文館） 1954
- 『アンデルセン 童話の神さま』（日本書房、学級文庫） 1958
- 『日本童謡童画史』（文教堂出版） 1967
- 『宮沢賢治童話研究』（大阪教育図書） 1972
- 『石森延男 人間愛とロマン』（学習研究社） 1974

## 再話
- 『人魚のクーさん』（アイルランド童話、日本書房） 1956
- 『白鳥姫』（ストリンドベリ、日本書房） 1956
- 『みなしごオリバー』（チャールズ・ディケンズ、日本書房） 1957
- 『小さなピエール』（アナトール・フランス、日本書房） 1957
- 『ああ無情』（ヴィクトル・ユーゴー、日本書房） 1957
- 『プルターク英雄伝』（東光出版社） 1957
- 『少年漂流記』（ヴェルヌ、日本書房） 1958
- 『子りすペリー』（ザルテン、日本書房、幼年動物名作文庫） 1966
- 『ビリーのぼうけん』（シートン、日本書房、幼年動物名作文庫） 1967
- 『白い馬フローリアン』（ザルテン、日本書房、学年別動物名作文庫シリーズ） 1967
- 『おおかみ少年』（キップリング、日本書房、学年別動物名作文庫シリーズ） 1968